# ROSA Tarifverbund
Der ROSA Tarifverbund umfasst den öffentlichen Personennahverkehr (ÖPNV) im Gebiet des Landkreises Hildesheim. Er wurde zum 15. Dezember 2019 eingeführt. Der Name bezieht sich auf das Hildesheimer Wahrzeichen, den Tausendjährigen Rosenstock.

## Anwendung
Der Geltungsbereich des ROSA Tarifverbundes umfasst den Landkreis Hildesheim sowie die Gemeinde Delligsen (Landkreis Holzminden). Der Tarif kommt außerdem bei ein- und ausbrechenden Verbindungen in einzelne weitere Nachbargemeinden zur Anwendung.
Die Vertragspartner sind die kommunalen Träger Landkreis und Stadt Hildesheim sowie die Verkehrsunternehmen SVHI und RVHI.
Das Unternehmen Regionalverkehre Start Deutschland als Betreiber der RB 79 (Lammetalbahn) zwischen Hildesheim und Bodenburg ist als Kooperationspartner eingebunden. Der ROSA Tarifverbund kommt im Schienenverkehr nur dann zur Anwendung, wenn im Vor- oder Nachlauf eine Busverbindung genutzt wird, die über den Gültigkeitsbereich der Anschlussmobilität im Niedersachsentarif hinausgeht. Fahrkarten des Niedersachsentarifs können in den Bussen erworben werden. Bis 2021 war die Nordwestbahn als Betreiber der Linie RB 79 Kooperationspartner.
Die übrigen SPNV-Linien sind nicht Teil des Tarifverbundes. Auf der Verbindung Hildesheim Hbf–Hildesheim Ost–Groß Düngen gilt der Tarif somit nur in den Zügen von Start und nicht in denen von Erixx.

## Angebot
Das Verbundgebiet ist in Tarifwaben eingeteilt, die im Wesentlichen ringförmig um die Stadt Hildesheim angeordnet sind. Es gibt sechs Preisstufen. Angeboten werden Einzelfahrscheine, Kurzstrecken- und Mehrfachtickets sowie Zeitkarten. 

## Kritik
In einer gemeinsamen Einschätzung kritisierten der Verkehrsclub Deutschland (VCD) und der Bund für Umwelt und Naturschutz Deutschland (BUND) eine unzureichende Integration des Schienenverkehrs. Teilweise habe sich das Angebot gegenüber der vorherigen Kooperation von RVHI und Nordwestbahn sogar verschlechtert.

## Weblink
- Website des ROSA Tarifverbundes